# Richard Hörl
Richard Hörl (* 4. April 1939 in Salzburg; † 22. April 2019) war Bäckermeister, Grünlandschützer, Mitbegründer der Bürgerliste Salzburg und Gemeinderat der Landeshauptstadt Salzburg. Er setzte sich für direkte Demokratie und für den Ausbau des Radwegnetzes der Stadt ein.

## Leben
Der Bäckermeister Richard Hörl übernahm im Jahr 1966 den elterlichen Bäckereibetrieb in der Alpenstraße 18 und baute diesen gemeinsam mit seiner Frau zu einer Reformbäckerei und einer Konditorei aus, die auch das erste Vollkorn-Schrotbrot Salzburgs anbot.
Am 5. Dezember 1977 wurde Hörl als einer von zwei Mandataren der Bürgerliste Salzburg als Gemeinderat angelobt. Er schied im Jahr 1980 aus persönlichen Gründen aus dem Gemeinderat aus, unterstützte jedoch weiterhin die verschiedenen Initiativen und übernahm eine aktive Rolle bei der Wiedergründung der Aktion Rettet unser Grünland im Jahr 2006.
Am Ostersonntag, den 22. April 2019, starb Richard Hörl nach langem schweren Leiden. Über seine Nierentransplantation als Lebenszäsur berichtete er selbst in seiner persönlichen Bilanz über die Salzburger Bürgerrevolte 1972–1982.

## Politisches Engagement

### Initiative„Schützt Salzburgs Landschaften“
Als die Verbauung der der Wiesen in Freisaal im Stadtteil Nonntal mit einem Neubau für die Universität Salzburg geplant wurde, gründete Hörl im Jahr 1971 die Bürgerinitiative Schützt Salzburgs Landschaften. Die Initiative sammelte 20.000 Unterschriften und noch im Wahljahr 1972 musste die Stadtpolitik das Projekt einer Wohnbebauung entlang der Allee fallen lassen.
Im Jahr 1975 erreichte Hörl durch eine Unterschriftenaktion, dass sich Medien und politische Akteure von dem geplanten Projekt der Verbauung der Freisaaler Wiesen durch den Universitäts-Campus und das Landessportzentrum abwendeten und die beiden alternativen Projekte Altstadt-Universität und Landessportzentrum Rif im Norden der Stadtgemeinde Hallein in Angriff genommen wurden. Verblieben in Freisaal ist lediglich das 1986 eröffnete Gebäude der Natur- und Lebenswissenschaftlichen Fakultät.

### Grünlanddeklaration
Ein herausragender politischer Erfolg der Bürgerliste, an dem Richard Hörl vorbereitend beteiligt gewesen war, war die Beschlussfassung der Salzburger Grünlanddeklaration im Jahr 1985. Er war Mitorganisator des Bürgerbegehrens Rettet unser Grünland und arbeitete im Jahr 2007 mit der Aktion Grünland Salzburg an einer rechtlichen Absicherung für die Grünlanddeklaration.

### Protest gegen Wiederaufbereitungsanlage Wackersdorf

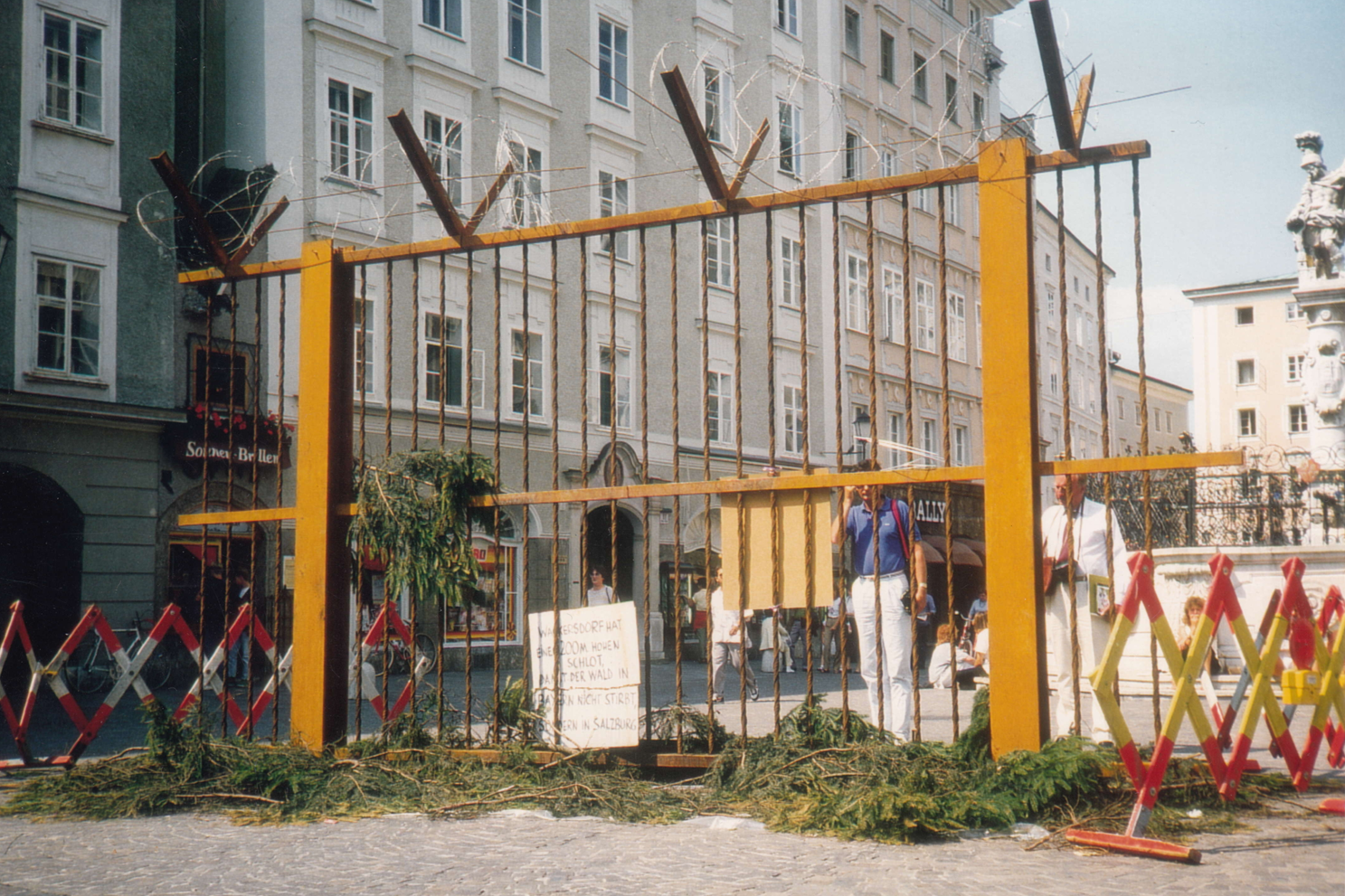
WAA-Protestzaun von Richard Hörl auf dem Alten Markt in Salzburg

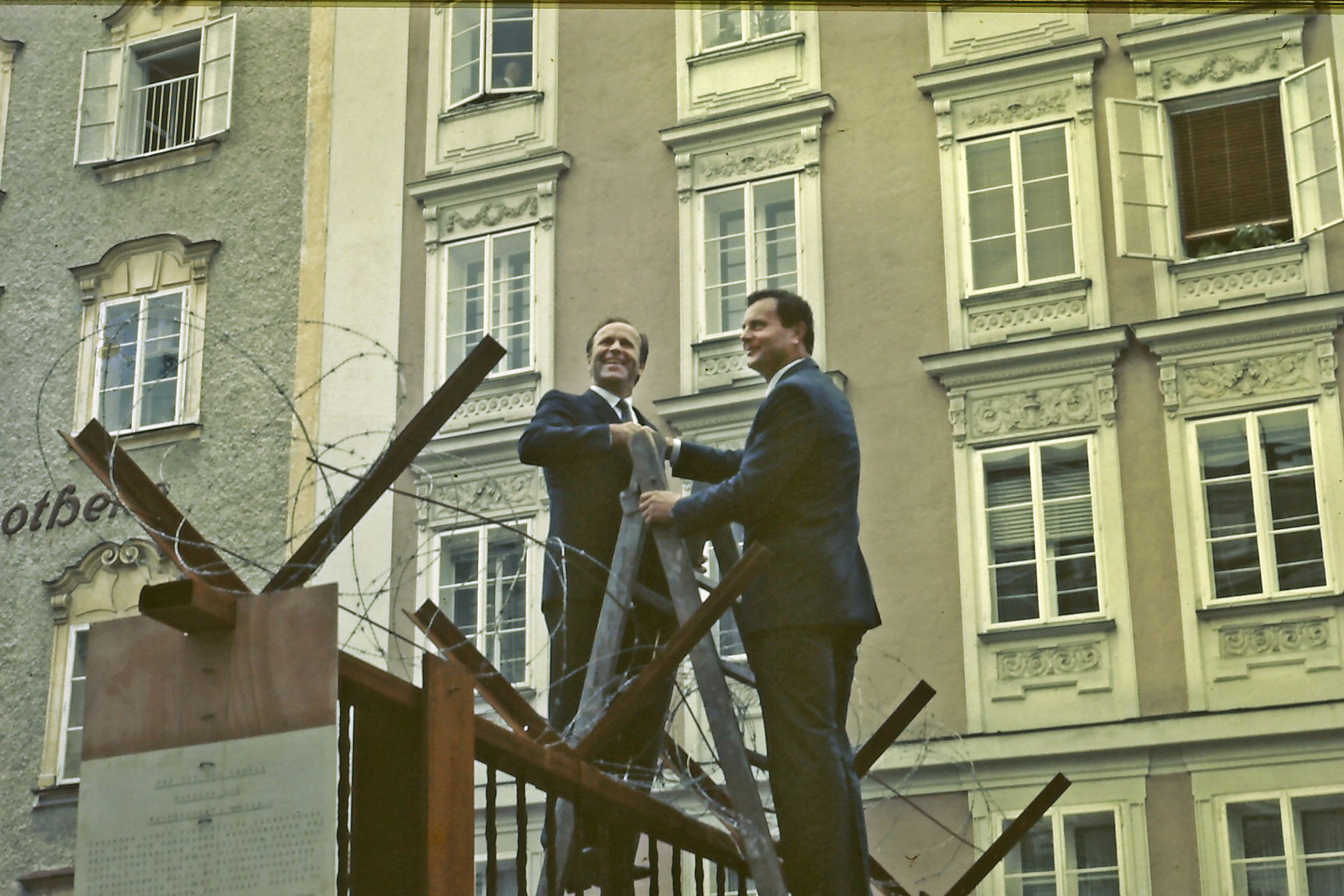
Anti-Atom-Partnerschaft zwischen Salzburg und Schwandorf 1986

Hörl war Aktivist gegen die Atom-Wiederaufarbeitungsanlage Wackersdorf (WAA) im bayerischen Landkreis Schwandorf. Er errichtete zu Beginn 1986 ein nachgebildetes WAA-Bauzaunelement aus Metall auf dem Alten Markt. Im Juli 1986 stiegen dort der Salzburger Bürgermeister Josef Reschen und der Schwandorfer Landrat Hans Schuierer auf eine Leiter und besiegelten per Handschlag über dem Zaunelement ihre grenzübergreifende Anti-Atom-Partnerschaft, die heftige politische Streitigkeiten um das Bauprojekt nach sich zog.
1998 schrieb Hörl dem PLAGE-Obmann Heinz Stockinger: „Ich glaube, daß vielen von den unzähligen Idealisten, die so lange am Bauzaun gerüttelt haben, bis er fiel, erst viel später richtig bewußt wurde, daß sie einen ganz großen Erfolg einer selbstbewußten Bürgerschaft gegen eine menschenverachtende Ideologie erleben durften.“

## Ehrungen
Richard-Hörl-Weg: Dem Lokalpolitiker und Aktivisten zu Ehren beschloss der Salzburger Gemeinderat im Jahr 2020, den Geh- und Radweg durch das Landschaftsschutzgebiet beim Schloss Freisaal nach Hörl zu benennen. Der „Richard-Hörl-Weg“ führt seitdem durch die Freisaaler Wiesen, für deren Erhalt er sich in den 1970er Jahren erfolgreich eingesetzt hat. Bei einem Festakt zur Eröffnung sagte Salzburgs Bürgermeister Harald Preuner (ÖVP) in seiner Laudatio: „Richard Hörl war eine Legende. Er hat sich zu Recht gegen die Verbauung von Salzburgs Süden erhoben. Dank ihm ist der Grünlandschutz heute nicht verhandelbarer Konsens in der Stadtpolitik.“

## Nachrufe
„Richard Hörl (80) hatte mit Herbert Fux und Eckehart Ziesel die Bürgerliste in Salzburg gegründet. Der streitbare Bäcker- und Konditormeister kämpfte unter anderem für die Stadtlandschaften, die direkte Demokratie und die Radfahrer. Mit einem nachgebauten Bauzaun protestierte Hörl gegen das AKW Wackersdorf.“

„Hörl setzte sich intensiv für die Verankerung der Grünland-Deklaration in der Stadtpolitik ein. Darin folgten ihm auch einige Vertreter anderer Parteien. Auch politische Gegner schätzten seine klare Sprache, Authentizität und Herkunft aus der arbeitenden Bevölkerung, die sich außerhalb der vom Staat finanzierten Bereiche ihr Geld verdienen muss. Besonders wichtig war ihm ein Modell der 'Direkten Demokratie', das Bürgern neben den Machtstrukturen mit seinen Klubzwängen mehr Mitsprache in der Stadt sichern sollte. Diese Pläne scheiterten 2012 nach jahrelangen Verhandlungen am Widerstand von Parteien und Politikern.“

„Der aufrechte Gang war ihm stets wichtig. Er kämpfte immer mit offenem Visier, ohne Winkelzüge und er war eine Lichtgestalt in der Politik.“

„‚Es ist unmöglich, sich um Salzburg NICHT zu sorgen‘. Wenn diese Aussage aus der Mahnschrift von Professor Dr. Sedlmayr aus dem Jahr 1965 auf jemanden zutrifft, dann auf den unermüdlichen Streiter Richard Hörl. Der Bäcker- und Konditormeister aus der Alpenstraße hat mit seinem Engagement Salzburg mehr geprägt als so manche namhaften Politiker.“

„Sein Engagement für wichtige politische Themen ließ nicht nach. [...] Die Bürgerliste reagierte am Mittwoch in einer Aussendung mit Betroffenheit auf das Ableben Hörls. ‚Sein Mut, seine Konsequenz und sein visionärer Einsatz für Salzburg und seine BürgerInnen waren einzigartig. Er war und ist uns ein großes Vorbild‘, schreiben Johann Padutsch, Helmut Hüttinger und Martina Berthold.“